# 黒土始
黒土 始（くろつち はじめ、1922年〈大正11年〉1月31日 - 2023年 〈令和5年〉4月17日）は、日本の実業家。第一交通産業創業者。

## 経歴
現在の大分県中津市出身。1941年12月に徴兵のため、大分高等商業学校（現：大分大学経済学部）を中退。
終戦後の1960年6月に前身となる、第一タクシー有限会社を創業し、代表取締役社長を務める。
1964年9月に第一通産株式会社を設立し、代表取締役社長に就任。一地方のタクシー会社であった同社をM＆Aなどにより拠点を全国に広げ、8000台を超える全国一のタクシー保有台数を誇る企業グループに成長させた。
1993年4月に現行の第一交通産業株式会社に社名を変更し、2001年6月には娘婿の田中亮一郎が社長に就任したのに伴い、同社の代表取締役会長に就任。体調不良を理由に2015年11月には代表権のない取締役に退いたが、2017年7月には再び代表取締役創業者会長に就任。
100歳が近くなってもなお経営陣のまとめ役として毎日出社を続けていたが、100歳の節目を迎える2022年6月23日の定時株主総会の終結をもって、代表取締役創業者会長を退任し、相談役に就いた。
社外では、1993年に社団法人全国乗用自動車連合会理事兼副会長に就任している。
2023年4月17日8時58分、肺炎のため、福岡県北九州市の病院で死去した。101歳没。死没日付をもって正五位に叙された。

## 親族
娘婿の田中亮一郎は、テレビ朝日で勤務ののち、後継者として1994年に第一交通産業に入社し、2001年から同社の社長に就任、経営を引き継いでいる。

## 顕彰
- 1968年6月：タクシー無線及び電波行政への協力表彰（九州電波監理局長）
- 1981年8月：紺綬褒章
- 1982年11月：申告納税制度の普及発展の功績表彰（福岡国税局長）
- 1983年4月：藍綬褒章
- 1992年4月：勲四等瑞宝章
- 1998年6月：郵政大臣表彰
- 2001年4月：2000年度九州・山口経営者表彰
- 2013年4月：旭日中綬章[7]
- 2018年9月：紺綬褒章（2度目）
- 2019年9月：大分大学名誉博士